# Colletes costaricensis
Colletes costaricensis är en biart som beskrevs av Heinrich Friese 1916. Colletes costaricensis ingår i släktet sidenbin, och familjen korttungebin. Inga underarter finns listade i Catalogue of Life.